# Het atelier van de Haarlemse schilder Pieter Frederik van Os
Het atelier van de Haarlemse schilder Pieter Frederik van Os is een schilderij van de Nederlandse kunstschilder Anton Mauve, olieverf op papier op doek, 49 × 61 centimeter groot, gemaakt rond 1856-1857. Het betreft een vroeg werk van Mauve, nog in de klassieke stijl waarin hij werd opgeleid. Het schilderij bevindt zich in de collectie van het Rijksmuseum Amsterdam.

## Context
Mauve groeide op in Haarlem, waar zijn vader in 1838 predikant werd. Zijn vader stemde er na de nodige discussies mee in dat hij een kunstopleiding ging volgen, onder voorwaarde dat hij daarbij tevens een akte voor tekenonderwijs zou behalen. Omdat er in Haarlem geen academie was trad hij in 1854 in de leer bij de dierschilder Pieter Frederik van Os, de zoon van de bekendere Pieter Gerardus van Os. In diens atelier was een plek vrijgekomen nadat de latere koeienschilder Jan de Haas zijn studie had beëindigd. Mauve zou drie jaar bij Van Os in de leer blijven en leerde er op een klassieke, toen al enigszins ouderwetse wijze de kneepjes van de schilderkunst.

## Afbeelding
Het schilderij geeft het schildersatelier van de schilder Pieter Frederik van Os weer. Dat atelier van Van Os bevond zich toentertijd in het stadhuis van Haarlem, een ruimte die later in gebruik werd genomen als de Oudheidskamer.
Het schilderij is vooral te zien als interieurschildering. Centraal staat de monumentale zeventiende-eeuwse schouw, in classicistische stijl, met twee pilastervormige zuilen. De diverse afgebeelde elementen zijn typisch voor een atelier uit die tijd. Tegen de lijst van de schouw hangen enkele gipsmodellen en op de wand links hangen enkele studies van een mannelijk naakt en een - nagenoeg - voltooid landschap bij avond. Een kleine schets van een bok, een hertengewei en een hoefijzer onderstrepen dat Van Os vooral dierschilder was. Het stuk onbedekte muur links naast de schouw vangt opvallend genoeg het meeste licht. Rechts beneden knielt een jongen om een portfolio met tekeningen en studies te bekijken.
De knielende jongen blijkt een hulpje van Van Os te zijn geweest. Dat feit is bewaard gebleven in een brief van Jan Striening uit 1902 aan kunstverzamelaar Joseph Drucker. Striening schrijft: "Dat jongetje had voor model gediend, hij was in dienst bij den br. van Os en kreeg nog teekenles en wat geld somtijds toe. Het was een Israelietje en heette 'de Vries', dat alles weet ik nog zoo zeker."
In dezelfde brief meldt Striening ook dat hij zelf de handtekening 'A. Mauve' op het schilderij heeft aangebracht en op de achterkant de inscriptie 'Het atelier (thans de oudheidkamer op het Stadhuis te Haarlem) van den Kunstschilder P. van Os door diens leerling A. Mauve geschilderd'.

## Provenance
Van Mauves werk uit de jaren 1850 is opvallend veel bewaard gebleven, mede omdat hij er zelf maar moeilijk afstand van kon doen. Ook een aantal van zijn vrienden zouden diverse van zijn vroege werken altijd trouw bewaren. Het hier besproken werk is afkomstig uit de collectie van zijn jeugdvriend-kunstschilder Jan Striening (1827-1903), bij wie hij in de straat woonde.
Het werk is door Joseph Drucker van Striening overgenomen en in 1910 geschonken aan het Rijksmuseum ten behoeve van de Druckeruitbouw.